# Pamela Saino
Pamela Saino (Milano, 3 giugno 1987) è un'attrice italiana, in attività dal 1997 al 2014.

## Biografia
Nata a Milano, sin da bambina vive a Roma, dove consegue la maturità linguistica per poi iscriversi alla Facoltà di Arti e Scienze dello Spettacolo - Indirizzo Cinema. Ha un fratello minore, l'attore Andrea Saino.
Debutta giovanissima, nel 1997, nel film Marianna Ucrìa, regia di Roberto Faenza. Nel 1998 inizia a lavorare nella pubblicità. Nel 1999 partecipa alla miniserie TV Tutti per uno e l'anno seguente, con il ruolo di Francesca, nella terza stagione del serial televisivo Incantesimo.
Nel 2001 entra a far parte del cast della serie televisiva Don Matteo nel ruolo di Patrizia Cecchini, figlia maggiore di Nino Cecchini (Nino Frassica) e successivamente moglie di Giulio Tommasi (Simone Montedoro). Nel 2003 interpreta il ruolo di Orsolina nella serie  Elisa di Rivombrosa.
L'anno successivo è Lucia nel film Vaniglia e cioccolato, diretto da Ciro Ippolito, e Chiara nella miniserie televisiva Amiche. Nel 2005 recita in De Gasperi - L'uomo della speranza, in cui interpreta il ruolo di Cecilia De Gasperi, oltre che in Padri e figli, e in Gente di mare. Ancora nel 2005 partecipa alla prima stagione di Provaci ancora prof, dove interpreta il ruolo di Sammy Lo Bue.
Nel 2006 veste i panni di Giulia Banti nella sesta stagione della serie Distretto di Polizia; l'anno seguente ritorna a interpretare il ruolo di Sammy nella seconda stagione di Provaci ancora prof.
Dal 2007 al 2009 è testimonial della campagna pubblicitaria Telecom Alice con Diego Abatantuono ed Elena Sofia Ricci. Nel 2008 è nel cast di Questa è la mia terra - Vent'anni dopo, nel ruolo di Lucia. L'anno successivo fa parte del cast di Puccini, nel ruolo di Doria Manfredi.
Nel 2011 partecipa per la sua ultima annata alla serie televisiva Don Matteo, in cui il suo personaggio esce di scena con il finale dell'ottava stagione.
Nel 2012 è nel cast della serie televisiva Il restauratore nel ruolo di Camilla D'Este, e interpreta Susy nel film per il cinema Buongiorno papà. Nel 2014 è la coprotagonista della miniserie televisiva Madre, aiutami nel ruolo di Suor Maria. Questo è stato il suo ultimo lavoro come attrice.

## Filmografia

### Cinema
- Marianna Ucrìa, regia di Roberto Faenza (1997)
- La banda, regia di Claudio Fragasso (2001)
- Vaniglia e cioccolato, regia di Ciro Ippolito (2004)
- Buongiorno papà, regia di Edoardo Leo (2012)

### Televisione
- Tutti per uno, regia di Vittorio De Sisti – miniserie TV (1999)
- Incantesimo – serial TV, una puntata (2000)
- Don Matteo – serie TV, 75 episodi (2001-2011)
- Elisa di Rivombrosa – serie TV, 4 episodi (2003)
- Amiche, regia di Paolo Poeti – miniserie TV (2004)
- De Gasperi - L'uomo della speranza, regia di Liliana Cavani – miniserie TV (2005)
- Padri e figli – miniserie TV (2005)
- Gente di mare – serie TV (2005)
- Distretto di Polizia – serie TV (2006)
- Provaci ancora prof – serie TV, 10 episodi (2005-2007)
- Questa è la mia terra - Vent'anni dopo – serie TV, 6 episodi (2008)
- Puccini, regia di Giorgio Capitani – miniserie TV (2009)
- Che Dio ci aiuti – serie TV, 1 episodio (2011)
- Il restauratore – serie TV, 12 episodi (2012)
- Madre, aiutami, regia di Gianni Lepre − miniserie TV (2014)